# Charles Tollé
Charles Tollé, né le 2 avril 1965, est un athlète handisport français.

## Carrière
Charles Tollé participe à trois éditions des Jeux paralympiques. Aux Jeux paralympiques d'été de 1996 à Atlanta, il est champion paralympique du relais 4x400 mètres T52-53. Il est champion paralympique du relais 4x400 mètres T54 et médaillé de bronze du 400 mètres T53 aux Jeux paralympiques d'été de 2000 à Sydney. Il n'obtient pas de médaille aux Jeux paralympiques d'été de 2004 à Athènes.
Il est également médaillé d'argent du 100 mètres T3 aux Jeux de la Francophonie de 1994.